# Fregaty rakietowe typu Vasco da Gama
Fregaty rakietowe typu Vasco da Gama – typ trzech portugalskich fregat rakietowych należących do Portugalskiej Marynarki Wojennej, zbudowanych w latach 90. XX wieku przez stocznie Blohm + Voss oraz Howaldtswerke-Deutsche Werft. Okręty powstały w oparciu o niemiecki projekt MEKO 200. NATO/Niemcy sfinansowały 60% kosztów budowy, wartej około 700 mln USD, w ramach Verteidigungshilfe i Rüstungssonderhilfe.

## Okręty
- F330 „Vasco da Gama”
- F331 „Álvares Cabral”
- F332 „Corte-Real”